# Felidhoo
Felidhoo (en dhivehi: ފެލިދޫ) es una de las islas habitadas del Atolón  Vaavu perteneciente a las Islas Maldivas. Felidhoo es además el nombre de la capital del atolón Vaavu.
Felidhoo cuenta con una población (en marzo de 2007) de 532 personas que incluyen 235 hombres y 297 mujeres. Posee una superficie de 11,8 hectáreas, un largo 525 metros y un ancho de 352 metros.